# Бретт Кастер
Бретт Кастер (англ. Brett Custer; нар. 1 квітня 1968) — колишній австралійський тенісист.
Найвищу одиночну позицію світового рейтингу — 357 місце досяг 28 листопада 1988, парну — 198 місце — 18 грудня 1989 року.
Здобув 3 парні титули.
Найвищим досягненням на турнірах Великого шолома було 3 коло в парному розряді.

## Фінали ATP Челленджер і ITF Ф'ючерс

### Парний розряд: 4 (3–1)
| Легенда              |
| -------------------- |
| ATP Челленджер (3–1) |
| ITF Ф'ючерс (0–0)    |

| Фінали за покриттям |
| ------------------- |
| Тверде (1–0)        |
| Ґрунт (0–1)         |
| Трава (0–0)         |
| Килим (2–0)         |

| Результат | W–L | Дата     | Турнір              | Рівень     | Покриття | Партнер         | Суперники                  | Рахунок       |
| --------- | --- | -------- | ------------------- | ---------- | -------- | --------------- | -------------------------- | ------------- |
| Поразка   | 0–1 | Тра 1985 | Зальцбург, Австрія  | Челленджер | Ґрунт    | Саймон Юл       | Мартін Сіннер Міхаель Штіх | без гри       |
| Перемога  | 1–1 | Жов 1989 | Брисбен, Австралія  | Челленджер | Тверде   | Десмонд Тайсон  | Шейн Барр Тед Шерман       | 6–3, 6–7, 6–1 |
| Перемога  | 2–1 | Вер 1990 | Канберра, Австралія | Челленджер | Килим    | Пітер Дуен      | Девід Адамс Джеймі Морґан  | 6–3, 6–4      |
| Перемога  | 3–1 | Лис 1990 | Гобарт, Австралія   | Челленджер | Килим    | Девід Макферсон | Бретт Стівен Сендон Столл  | 6–2, 6–7, 6–4 |

## Юніорські фінали турнірів Великого шолома

### Парний розряд: 2 (1–1)
| Результат | Рік  | Турнір                                 | Покриття | Partnet         | Суперники                 | Рахунок       |
| --------- | ---- | -------------------------------------- | -------- | --------------- | ------------------------- | ------------- |
| Поразка   | 1984 | Відкритий чемпіонат Австралії з тенісу | Тверде   | Девід Макферсон | Майк Барох Марк Кратцманн | 2–6, 7–5, 5–7 |
| Перемога  | 1985 | Відкритий чемпіонат Австралії з тенісу | Тверде   | Девід Макферсон | Петр Корда Цирил Сук      | 7–5, 6–2      |